# Rabbit Hash
Rabbit Hash – jednostka osadnicza w Stanach Zjednoczonych, w stanie Kentucky, w hrabstwie Boone.